# Orachrysops niobe
Orachrysops niobe је инсект из реда лептира (лат. Lepidoptera) и породице плаваца (лат. Lycaenidae).

## Распрострањење
Јужноафричка Република је једино познато природно станиште врсте.

## Станиште
Врста Orachrysops niobe има станиште на копну.

## Угроженост
Ова врста се сматра угроженом.